# 维多利亚·伍德哈尔
维多利亚·克拉夫林·伍德哈尔，后来更名为 维多利亚·伍德霍尔·马丁（1838年9月23日—1927年6月9日），是一位美国妇女选举权运动领袖。她曾参与1872年的美国总统竞选。虽然许多历史学家和作者认可伍德哈尔是第一位女性总统选举候选人，但有人质疑，应首先考虑她竞选的合法性。 
伍德哈尔不仅积极活跃于倡导妇女权利和劳工改革，也倡导"自由恋爱"，即结婚、离婚、生孩子皆不受社会限制或政府干扰的自由。
伍德哈爾是19世紀的性革命政治人物，當討論現代的性自由和自由戀愛，在美國可以追朔到19世紀的伍德哈爾，伍德哈爾是自由戀愛的啟發者之一，認為「國家無權決定人們如何圍繞愛情和性生活的個人生活」。這樣的立場引發了爭議。托馬斯·納斯特(Thomas Nast)在1872年的一幅漫畫中將伍德哈爾稱為撒旦夫人，受到了保守派的抨擊。並且也有媒體寫到「她的想法荒謬、令人作嘔、骯髒，她在婚姻和性方面持有這種自由開放的觀點而受到強烈抨擊。」伍德哈爾一生結過三次婚。在當時，離婚對女性來說是件醜聞。伍德哈爾爭取自由戀愛和性自由的權利，她的思想引導了人們思考個人自由的概念以及人們在個人生活中可以做什麼奠定了新的基礎 。

## 图集

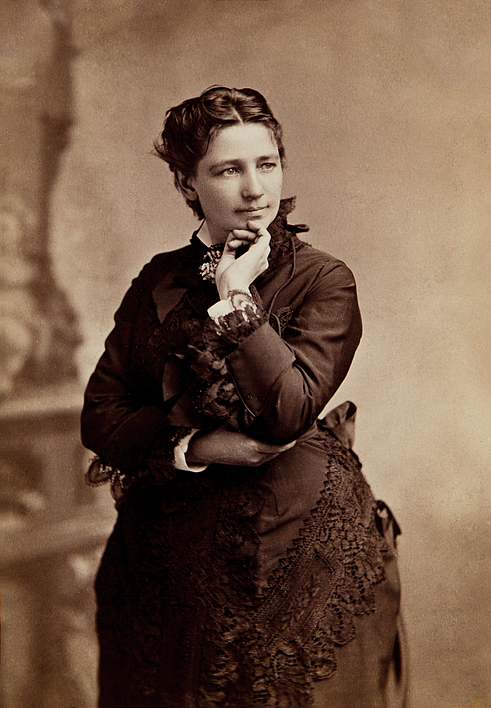
19世纪60年代时的维多利亚·伍德哈尔
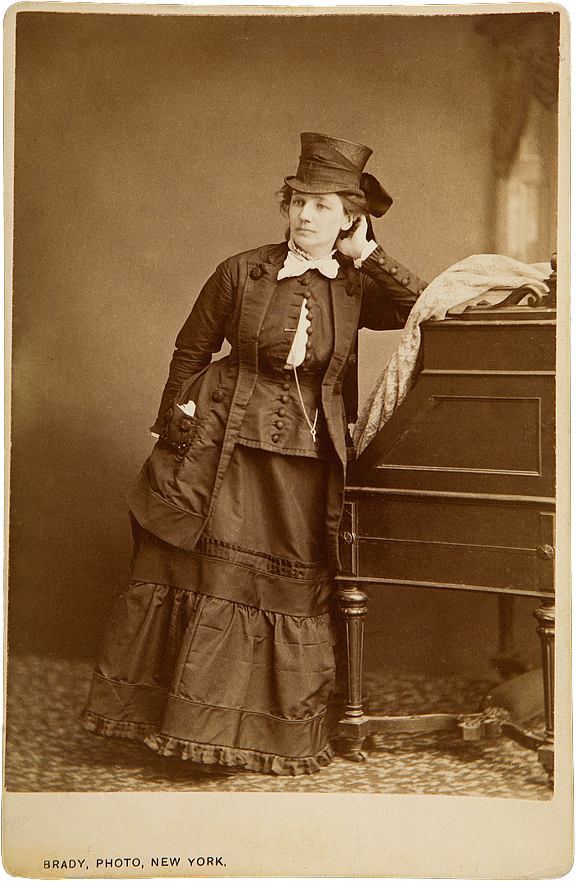
由马修·布雷迪拍摄的伍德哈尔照片